# Księga Zero
Księga Zero – zbiorcze wydanie najwcześniejszych komiksów z serii Tytus, Romek i A’Tomek o przygodach trzech przyjaciół: Tytusa, Romka i A’Tomka.
Autorem scenariusza i rysunków jest Henryk Jerzy Chmielewski. Album ten ukazał się w roku 2002 nakładem wydawnictwa Egmont. Zawiera komiksy o Tytusie i jego przyjaciołach, które pierwotnie ukazały się w gazecie Świat Młodych w latach 1957–1966. Zawiera on pierwszą opowieść o Tytusie, ponadto historie, które nigdy nie trafiły do wydań książeczkowych, i takie, które są zaczynem kilku późniejszych ksiąg.

## Zawartość
- Odcinki Tytusa, Romka i A’Tomka ze Świata Młodych nr 85/1957 (wydanie z 22 października 1957 r.) – nr 26/1958 (wydanie z 1 kwietnia 1958 r), 41 odcinków.
Pierwsze przygody trójki bohaterów, które wyszły drukiem, opowiadają o wyprawie w kosmos, gdzie na pokładzie statku Romek i A’Tomek spotykają małpę – kosmiczne zwierzątko doświadczalne o imieniu Tytus. Niektóre pomysły z tego komiksu były później wykorzystane w wydaniach albumowych: Karbulot – latający ssak międzyplanetarny (Tytus, Romek i A’Tomek księga III), ogromna małpa o imieniu Dużuś (Tytus, Romek i A’Tomek księga VII).
- Odcinki Tytusa, Romka i A’Tomka ze Świata Młodych nr 47/1958 (wydanie z 13 czerwca 1958 r.) – 57/1959 (wydanie z 17 lipca 1959 r.), 86 odcinków.
Podróż trójki bohaterów do Australii.
- Odcinki Tytusa, Romka i A’Tomka ze Świata Młodych nr 96/1960 (wydanie z listopada 1960 r.) – 38/1961 (wydanie z 12 maja 1961 r.), 29 odcinków.
Przygody chłopców, w których po raz pierwszy poznajemy prof. T.Alenta, pracownika Instytutu Niezwykłych Wynalazków. Część historyjki i niektóre pomysły były później wykorzystane w komiksie Tytus, Romek i A’Tomek księga VIII.
- Odcinki Tytusa, Romka i A’Tomka ze Świata Młodych nr 77/1963 (wydanie z 24 września 1963 r.) – 47/1964 (wydanie z czerwca 1964 r.), 32 odcinki (przedruk niepełny).
Chłopcy podróżują poduszkowcem, Tytus wykonuje różne zawody, wyprawa autokonikiem. Niektóre z tych przygód były później wykorzystane w albumach Tytus, Romek i A’Tomek księga V i Tytus, Romek i A’Tomek księga XVI.
- Odcinki Tytusa, Romka i A’Tomka ze Świata Młodych nr 77/1964 (wydanie z 25 września 1964 r.) – 59/1965 (wydanie z 23 lipca 1965 r.), 35 odcinków (przedruk niepełny).
Przygody bohaterów, które zagościły w wydaniach albumowych Tytus, Romek i A’Tomek księga XVI i Tytus, Romek i A’Tomek księga I.
- Odcinki Tytusa, Romka i A’Tomka ze Świata Młodych nr 91/1965 (wydanie z 12 listopada 1965 r.) – 2/1966 (wydanie z 7 stycznia 1966 r.), 12 odcinków.
Zabawy chłopców w wojsko. Niektóre przygody zostały wykorzystane w albumie Tytus, Romek i A’Tomek księga IV.